# Josef Turk
Josef Turk  (* 12. September 1895 in Verdun, Novo mesto; † 3. Mai 1951 in Moraga, Contra Costa County, Kalifornien) war ein jugoslawischer römisch-katholischer Prälat, Theologe und Historiker.

## Leben und Werk
Josip Turk, der 1907 seinen Vater und 1923 seine Mutter verlor, wuchs in Novo Mesto mit zehn Geschwistern auf und studierte in Wien, Innsbruck, München und Rom Kanonisches Recht, Philosophie und Theologie (Promotion in Rom). Am 3. September 1922 wurde er zum Priester geweiht. Er war von 1925 bis 1931 Präfekt des Priesterseminars in Ljubljana und lehrte ab 1926 an der Theologischen Fakultät der Universität Ljubljana, ab 1932 als außerordentlicher, ab 1938 als ordentlicher Professor für Kirchengeschichte (von 1940 bis 1941 auch als Dekan der Fakultät und von 1941 bis 1942 als Prodekan). 1943 hielt er sich im Vatikan auf und erhielt die Prälatenwürde. 1945 floh er aus Jugoslawien und gelangte über Kloster Mehrerau (1946–1947) und Brig 1948 in die Vereinigten Staaten (San Francisco), wo sein Bruder Francis (1879–1939) seit 1904 Pfarrer gewesen war und seine Schwester Anna Mary (1898–1975), die ihrem Bruder 1913 gefolgt war, inzwischen verheiratet war. Dort kam er im Saint Mary’s College of California unter und lehrte, erlitt aber bald darauf einen plötzlichen Tod. Sein Nachlass befindet sich in der Western Michigan University in Kalamazoo.
Turk entdeckte 1937 in der Slowenischen National- und Universitätsbibliothek die sog. Carta Caritatis prior, d. h.  die älteste (und bis dahin unbekannte) Fassung der zisterziensischen Carta Caritatis und berichtete darüber in der Cistercienser-Chronik 54, 1947, S. 2–12. Er publizierte sie zuerst 1942 in einer Publikation der Slowenischen Akademie der Wissenschaften und Künste, ferner im allerersten Heft der Analecta Cisterciensia und wieder im Jahr 1948 (dazu Kolumban Spahr in: Cistercienser-Chronik 58, 1951).

## Werke
- Cerkvena zgodovina (Kirchengeschichte). Provizorični oris izpitne snovi, V Grobljah, Misijonske tiskarne, 1930.
  - Cerkvena zgodovina, Ljubljana 1939.
- (Hrsg.) Breve Pavla V. Tomažu Hrenu z dne 27. novembra 1609: ob tristoletnici smrti Tomaža Hrena, Ljubljana, Bogoslovna akademija, 1930 (Tomaž Hren, 1560–1630).
- (Hrsg.) Prvotna Charta Caritatis, Ljubljana, Akademie, 1942 (52 Seiten).

### Publikationen inAnalecta Cisterciensia
- (Hrsg.) Charta Caritatis prior 1 (1945), S. 11–56.
- (Hrsg.) Charta Caritatis posterior. Textus 1 (1945), S. 57–61.
- (Hrsg.) Cistercii statuta antiquissima: Instituta Gen. Cap. apud Cistercium. Exordium Cist. Coenobii. Charta caritatis 4 (1948), S. I-VI; 1–159.